# زنی در امواج
زنی در امواج (به فرانسوی: La Femme à la vague) یک نقاشی اثر گوستاو کوربه است که هم‌اکنون در موزه متروپولیتن نیویورک نگهداری می‌شود.
این اثر به‌سبب رنگ‌بندی نزدیک به واقعیت پوست و نیز ترسیم موهای زیر بغل، درخور توجه است.